# Angela Petrelli
Angela Petrelli is een personage uit de televisieserie Heroes. Ze is de moeder van Peter en Nathan Petrelli en de vrouw van Arthur Petrelli. Zij was een lid van de eerste generatie Heroes. Zij heeft de gave om in de toekomst te kunnen kijken in haar dromen.
In The Second Coming, de eerste aflevering van seizoen drie, wordt Bob Bishop vermoord. Zij was de tweede in rang, wat betekent dat Angela de nieuwe leider van de Company wordt.